# Karl Filip
Karl Filip (Carl Philip), född 22 april 1601 på Revals slott i nuvarande Estland, död 25 januari 1622 i Narva, var svensk prins av Vasaätten, hertig av Södermanland, Närke och Värmland, son till Karl IX och Kristina av Holstein-Gottorp, yngre bror till Gustav II Adolf.
Han gifte sig 5 mars 1620 i hemlighet med Elisabet Ribbing, med vilken han 1622 (efter sin död) fick dottern Elisabet Carlsdotter (Gyllenhielm).

## Biografi
Karl Filip är framför allt känd för att under en tid ha varit en av kandidaterna att bli tsar av Ryssland. Ett ryskt sändebud skickades 1611 till Stockholm med detta erbjudande till den svenske kungen. Staden Novgorod, som stod under svenskt beskydd, hade lanserat Karl Filip som sin kandidat. Tsarvalet skedde under tumultartade former i Moskva kring årsskiftet 1612–1613 (Stora oredan). Då Karl Filip sommaren 1613 kom över till Viborgs slott, var tiden redan försutten, och han måste återvända hem. Det blev inte Karl Filip utan en i sista hand framkastad kandidat, Mikael Romanov, som tog hem spelet. Ätten Romanov skulle sitta kvar på den ryska tronen till 1917.
Karl Filips kandidatur hade hela tiden motverkats av hans mor änkedrottning Kristina, som ansåg honom alltför ung.
Efter avslutade studier företog Karl Filip 1617–18 en resa till Danmark, Tyskland och Frankrike. Karl Filips hertigdöme hade bestämts av fadern genom donationsbrev 1609. På grund av hans omyndighet hade änkedrottningen utsetts till hans förmyndare, och hon hävdade med skärpa hertigens rättigheter mot Gustav II Adolf, vilket särskilt 1617 ledde till hårda konflikter mellan Gustav Adolf å ena sidan och änkedrottningen och Karl Filip å den andra.
Under denna tid var Sverige inblandat i det ryska inbördeskriget, och det svenska väldet i Baltikum konsoliderades. Militära framgångar uppnåddes bland annat med Jacob De la Gardies stormning av Novgorod.
Karl Filip deltog även han i det svenska fälttåg i Baltikum som Gustav II Adolf inledde 1621. Sommaren 1621 inleddes belägringen av Riga. Inför hotet av en svensk stormning kapitulerade staden i mitten av september. För Karl Filip skulle segerns glädje bli kortvarig. Han insjuknade kort efter Rigas intagande i fältsjuka och fördes till staden Narva för vård och vila. Tillståndet förvärrades, och natten till den 25 januari dog prinsen. Det har genom ett av Gustav Adolfs brev till sin syster Katarina visat sig att hans bror sörjde honom djupt. Han begravdes den 19 november 1622. 

## Övrigt
Den värmländska tätorten Filipstad har fått sitt namn efter Karl Filip. 
I Uppsala finns sedan 1993 ett akademiskt ordenssällskap som för Vasaprinsens minne vidare, Sällskapet Karl Filip av Vasa.